# Promozione Calabria 1981-1982
Nella stagione 1981-1982 la Promozione era sesto livello del calcio italiano (il massimo livello regionale). Qui vi sono le statistiche relative al campionato in Calabria.
Il campionato è strutturato in vari gironi all'italiana su base regionale, gestiti dai Comitati Regionali di competenza. Promozioni alla categoria superiore e retrocessioni in quella inferiore non erano sempre omogenee; erano quantificate all'inizio del campionato dal Comitato Regionale secondo le direttive stabilite dalla Lega Nazionale Dilettanti, ma flessibili, in relazione al numero delle società retrocesse dal Campionato Interregionale e perciò, a seconda delle varie situazioni regionali, la fine del campionato poteva avere degli spareggi sia di promozione che di retrocessione.

## Squadre partecipanti
- F.C. Calcio Acri 1949 (1926), Acri (CS)
- A.S. Bovalinese 1911, Bovalino (RC)
- U.S. Catanzaro Lido, Catanzaro
- A.S.D. Corigliano Schiavonea 1967, Corigliano Calabro (CS)
- La Sportiva Cariatese 1945, Cariati (CS)
- A.C. Locri 1909, Locri (RC)
- A.S. Marina di Gioiosa 1968, Marina di Gioiosa Ionica (RC)
- A.C. Emilio Morrone 1953, Cosenza
- A.C. Nuova Rosarnese 1956, Rosarno (RC)

- U.S. Palmese 1912, Palmi (RC)
- U.S.D. Paolana 1922, Paola (CS)
- S.S. Polistena 1961 (1920), Polistena (RC)
- S.C. Gallina 1969, Reggio Calabria
- S.S. Roccella 1935, Roccella Ionica (RC)
- A.S.D. Siderno 1911, Siderno (RC)
- S.S. Tropea, Tropea, Tropea (VV)

## Classifica finale
|  | Pos. | Squadra               | Pt | G  | V  | N  | P  | GF | GS | DR  |
|  | ---- | --------------------- | -- | -- | -- | -- | -- | -- | -- | --- |
|  | 1.   | Palmese               | 40 | 30 | 14 | 12 | 4  | 40 | 19 | +21 |
|  | 2.   | Paolana               | 39 | 30 | 15 | 9  | 6  | 45 | 24 | +21 |
|  | 3.   | Morrone Cosenza       | 36 | 30 | 14 | 8  | 8  | 30 | 19 | +11 |
|  | 4.   | Acri                  | 34 | 30 | 12 | 10 | 8  | 44 | 33 | +11 |
|  | 5.   | Nuova Rosarnese       | 33 | 30 | 9  | 15 | 6  | 30 | 19 | +11 |
|  | 6.   | Corigliano Schiavonea | 31 | 30 | 9  | 13 | 8  | 32 | 22 | +10 |
|  | 7.   | Polistena             | 31 | 30 | 11 | 9  | 10 | 33 | 30 | +3  |
|  | 8.   | Bovalinese            | 31 | 30 | 10 | 11 | 9  | 31 | 29 | +2  |
|  | 9.   | Siderno               | 30 | 30 | 8  | 14 | 8  | 22 | 21 | +1  |
|  | 10.  | La Sportiva Cariatese | 30 | 30 | 9  | 12 | 9  | 29 | 30 | -1  |
|  | 11.  | Marina di Gioiosa     | 30 | 30 | 11 | 8  | 11 | 32 | 33 | -1  |
|  | 12.  | Roccella              | 29 | 30 | 9  | 11 | 10 | 27 | 26 | +1  |
|  | 13.  | Catanzaro Lido        | 29 | 30 | 8  | 13 | 9  | 29 | 30 | -1  |
|  | 14.  | Locri                 | 27 | 30 | 7  | 13 | 10 | 31 | 28 | +3  |
|  | 15.  | Gallina               | 24 | 30 | 8  | 8  | 14 | 22 | 32 | -10 |
|  | 16.  | Tropea (-1)           | 5  | 30 | 0  | 6  | 24 | 7  | 90 | -83 |